# Stunnel
Stunnel может использоваться для обеспечения безопасных зашифрованных соединений для клиентов или серверов, которые не поддерживают TLS или SSL. Для этого Stunnel перехватывает незашифрованные данные, которые должны были отправляться в сеть, и шифрует их.
Программа работает на разных операционных системах, в том числе ОС Unix и Microsoft Windows. Stunnel использует библиотеку OpenSSL для реализации базового протокола TLS и SSL.
Stunnel использует криптографию с открытым ключом с помощью цифровых сертификатов X. 509. Клиенты также могут пройти проверку через цифровой сертификат.